# Evangelisch-reformierte Kirche (Emlichheim)

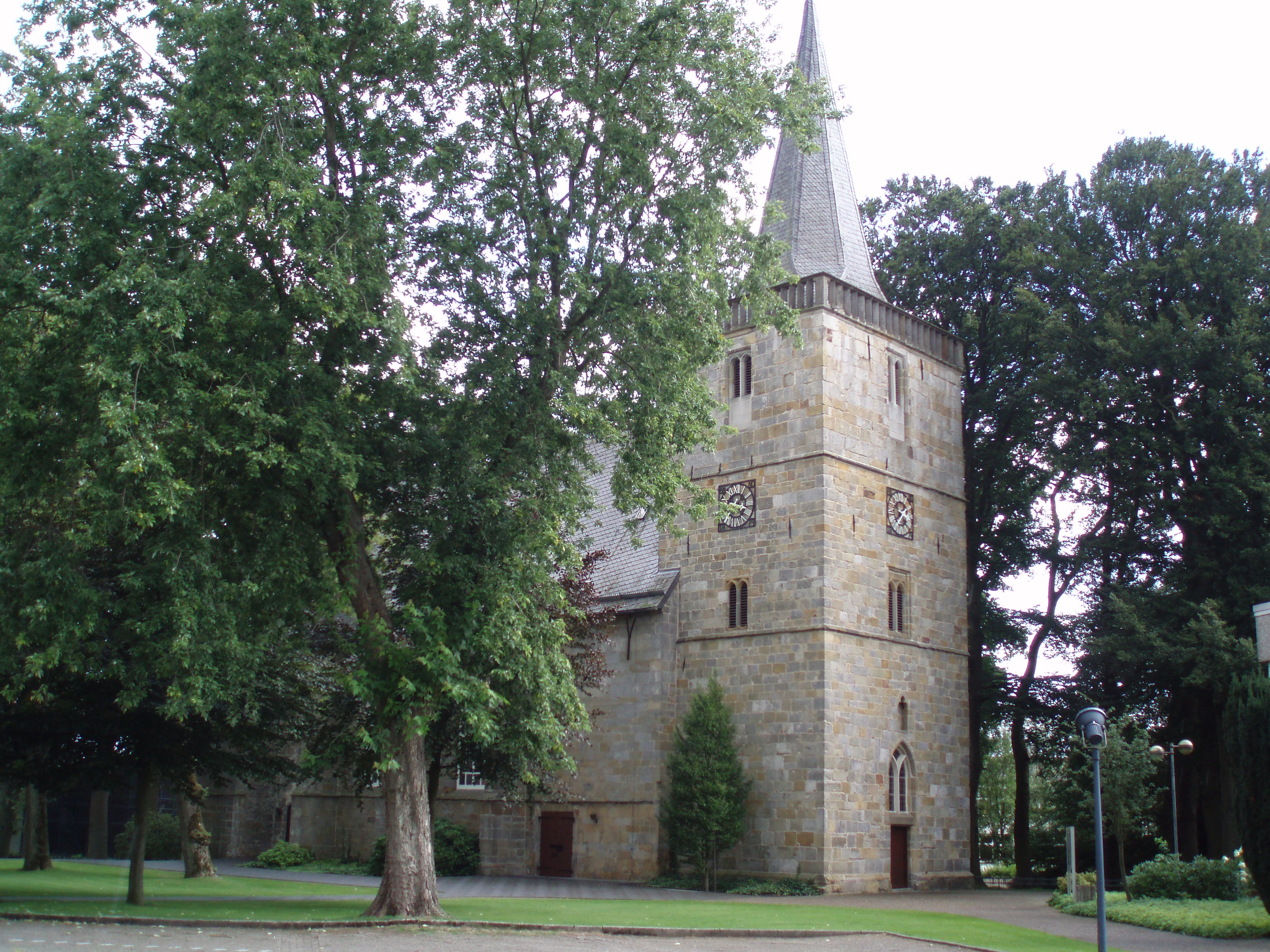
Reformierte Kirche

Die evangelisch-reformierte Kirche steht auf einer Anhöhe unweit der Vechte in Emlichheim, einer Gemeinde im Landkreis Grafschaft Bentheim in Niedersachsen. Sie gehört zur Evangelisch-reformierten Landeskirche.

## Beschreibung
Die Kirche wurde im 12. Jahrhundert aus Bentheimer Sandstein errichtet. 1484 erhielt die Saalkirche durch Umbau und Vergrößerung im Wesentlichen ihre heutige Form. Sie hat ein Langhaus mit drei querrechteckigen Jochen und einen schmalen Chor mit einem Joch und 5/8-Schluss. Der ursprünglich zweigeschossige quadratische Kirchturm im Westen wurde im 13. Jahrhundert nach Norden verschoben, vor die Westwand des Langhauses gebaut und 1558 um ein Stockwerk erhöht und mit einem achtseitigen, schiefergedeckten Zeltdach versehen, umrahmt von einer durchbrochenen Attika.
Im Innenraum nimmt die Höhe der gotischen Kirche auf die stehengebliebene Nordwand der romanischen Kirche Bezug. Das Langhaus ist jetzt mit einem stark gebusten Kreuzgewölbe aus Ziegeln überspannt. Der Chor hat ein Sterngewölbe. Das Taufbecken stammt aus dem 13. Jahrhundert, die Kanzel und der Ambo aus dem 17. Jahrhundert und die Kirchenbänke von 1694.
Die Orgel mit neun Registern, einem Manual und einem Pedal wurde 1542 von Georg Slegel für die Kirche in Emlichheim gebaut. 1797 wurde sie von Wilhelm Schröder in ihrer Disposition geändert. 1866/67 wurde sie durch Christian Haupt umgebaut. 1904 erfolgte der Umzug der Orgel von Emlichheim in die Ev.-ref. Kirche von Neuringe, Gemeinde Twist. 1948 und 1984 wurde sie von der Orgelbauwerkstatt Führer restauriert.
Im massiven Turm der Kirche hängen vier Glocken des Spätmittelalters. Die kleine sowie die beiden großen Glocken wurden von Gerhard van Wou und einem seiner Schüler gegossen und datieren aus den Jahren 1512 (c1) und 1516 (d1). Die dritte Glocke wurde 1487 (e1) von einem unbekannten Gießer gegossen, ähnelt jedoch in Rippe, Krone und Klangbild stark den Glocken der genannten Gießerei. 